# Xiaxin (köpinghuvudort i Kina, Hubei Sheng, lat 29,99, long 116,01)
Xiaxin (kinesiska: 下新镇) är en köpinghuvudort i Kina. Den ligger i provinsen Hubei, i den centrala delen av landet, omkring 180 kilometer öster om provinshuvudstaden Wuhan. Antalet invånare är 21 945. Befolkningen består av 10 497 kvinnor och 11 448 män. Barn under 15 år utgör 17,0 %, vuxna 15-64 år 71 %, och äldre över 65 år 11,0 %.
Trakten runt Xiaxin är nära nog obefolkad, med mindre än två invånare per kvadratkilometer. Närmaste större samhälle är Huangmei, 11,9 km nordväst om Xiaxin. 
Genomsnittlig årsnederbörd är 2 094 millimeter. Den regnigaste månaden är maj, med i genomsnitt 371 mm nederbörd, och den torraste är januari, med 69 mm nederbörd.